# Werwolf von Tarker Mills
Werwolf von Tarker Mills ist ein US-amerikanischer Horrorfilm aus dem Jahr 1985. Er basiert auf der Kurzgeschichte Das Jahr des Werwolfs von Stephen King.

## Handlung
Die amerikanische Kleinstadt Tarker Mills im Bundesstaat Maine wird von einer unheimlichen und unerklärlichen Mordserie heimgesucht: Immer in Vollmondnächten werden grauenvoll zugerichtete Leichen aufgefunden – wobei der Mörder offensichtlich keine Unterschiede zwischen Jung und Alt, Männlich oder Weiblich macht. Lediglich der gelähmte, auf einen Rollstuhl angewiesene Marty vermutet früh, dass ein Werwolf in Tarker Mills sein Unwesen treiben könnte.
Die Bevölkerung der Stadt ist in Panik versetzt und beschließt nachts, schwer bewaffnet, den Mörder selbst zu finden. Daran beteiligt sich auch der Besitzer einer Bar, der neben seiner Schusswaffe auch seinen stadtbekannten Baseballschläger mit der Aufschrift Peacemaker („Friedensstifter“) dabei hat. Der Barbesitzer und zwei weitere Mitglieder der Bürgerwehr werden nachts getötet. Daraufhin sieht man den jungen Priester Reverend Lowe, der nachts Alpträume von Werwölfen hat.
Nachdem die Stadt vor Angst wie gelähmt ist, fällt das jährlich stattfindende Feuerwerk aus. Marty fährt mit seinem getunten motorisierten Rollstuhl nachts auf eine Brücke, um selbst ein paar Feuerwerksraketen zu zünden. Der Werwolf greift Marty dabei an, dieser kann jedoch in letzter Sekunde eine Feuerwerksrakete auf ihn schießen. Diese brennt dem Werwolf das linke Auge aus. Marty kann fliehen und verbringt die restliche Nacht zitternd zu Hause.
Am nächsten Tag bringt Martys Schwester dem Reverend leere Dosen und Pfandflaschen, die dieser in seiner Garage für wohltätige Zwecke sammelt. Der Reverend trägt über dem linken Auge einen Verband. In der Garage hat Jane den Eindruck, den Gestank eines Tieres wahrzunehmen. Außerdem entdeckt sie zwischen den Wertstoffen den zersplitterten Baseballschläger des ermordeten Barbesitzers. Sie starrt den Reverend entsetzt an und geht nach Hause. Die Angst in Janes Augen bleibt auch dem Reverend nicht verborgen.
Marty und seine Schwester beginnen, dem Reverend Drohbriefe zu schicken. Sie offenbaren ihre Aktionen gegenüber ihrem Onkel, der ihnen nicht glaubt und sie für verrückt hält.
Reverend Lowe hat inzwischen Marty im Verdacht, für die Drohbriefe verantwortlich zu sein, und versucht, diesen mit seinem Auto zu ermorden. Er jagt ihn in eine überdachte Brücke und gesteht dort, dass er der Werwolf ist. Kurz bevor er Marty ermorden kann, taucht ein Farmer auf und der Reverend verschwindet. Der Onkel wendet sich an den Sheriff und erzählt diesem Martys Geschichte. Der Sheriff hält diese für verrückt, geht ihr aber dennoch nach. Er betritt nachts die Garage des Reverends und entdeckt dort die Lackspuren, die von Martys Rollstuhl stammen. Als der Reverend plötzlich auftaucht, will der Sheriff diesen verhaften. Der Reverend schlägt ihm die Waffe aus der Hand und verwandelt sich vor den Augen des entsetzten Gesetzeshüters in einen Werwolf. Der Werwolf erschlägt den Sheriff dann mit dem Baseballschläger.
Die Kinder bitten ihren Onkel um Hilfe. Der lässt bei einem alten Büchsenmacher eine silberne Kugel anfertigen.
Beim finalen Angriff des Werwolfs auf Marty, seine Schwester und ihren Onkel gelingt es Marty, den Werwolf durch einen Schuss mit der Silberkugel zu töten. Nach seinem Tod verwandelt sich der Werwolf wieder in den Reverend zurück.

## Kritik
Roger Ebert schrieb: „Stephen King’s Silver Bullet is either the worst movie ever made from a Stephen King story, or the funniest. […] It’s bad. But it’s not routinely bad.“ (Übers.: Stephen Kings Silver Bullet ist entweder der schlechteste Film, der je aus einer Stephen-King-Story entstanden ist, oder der witzigste. […] Er ist schlecht. Aber er ist nicht routinemäßig schlecht.)
Das Lexikon des internationalen Films meinte: „Eine Mischung aus Thriller und Detektivstory, die die Zwischentöne des Werwolf-Mythos, den Konflikt zwischen der animalischen Natur des Menschen und der nur anerzogenen Zivilisation, verfehlt.“

## Hintergründe
- Die Produktionskosten des Films betrugen 7 Millionen US-Dollar, er spielte weltweit 12,3 Millionen Dollar ein.[4]
- Der Film wurde zwischen Oktober und Dezember 1984 gedreht, in der Gegend um Wilmington, North Carolina.[5][6]
- Im Original heißt die titelgebende Stadt Tarker’s Mills.